# 直球勝負!大澤広樹
直球勝負!大澤広樹（ちょっきゅうしょうぶおおさわひろき）は、2007年4月22日から2010年3月21日まで放送されていた、東海ラジオ放送の日曜昼のワイド番組。正式には4月15日からの放送スタートであるが野球中継の延長により休止になった。

## 放送時間
- 毎週日曜日　14時～17時(JST)
- 野球シーズン中はプロ野球デーゲーム中継『東海ラジオ ガッツナイタースペシャル』放送のため、時間短縮あるいは放送休止する。
  - 2008年6月は全てドーム球場からのデーゲーム中継であったため放送が無かった。
  - 野球中継に伴う月曜日の番組の時間変更で短縮されることがある。
- 毎週日曜日　15時～18時（2008年秋の番組改編～）
- 毎週日曜日　15時～17時45分（2009年春の番組改編～）
- 毎週日曜日　15時～18時（2009年秋の番組改編～2010年3月21日）

## 出演者
- 大澤広樹（東海ラジオアナウンサー）
- 若杉直美

　この2人は「2COOL!」（2007年1月～2007年3月放送分）に引き続いての出演である。
- 宮坂木実（番組専属レポーター。2008年秋の番組改編～）

## コーナー

### 放送終了時
- 15時台
- オープニング
ナゴヤドーム場内アナウンス松原礼子によるタイトルコールにより番組がスタート。大澤が東海ラジオ周辺から、現在の天気や街中の様子をリポート。その後スタジオに残っている若杉から曲の紹介があり音楽が流れる（この間に大澤はスタジオに戻ってくる）。オープニングテーマが終わった後、大澤と若杉とのオープニングトークへと番組が進む（大澤がスタジオに戻ってこれなかった場合は、若杉のみでオープニングを簡単に進める）。
- 大澤広樹・若杉直美　競馬一番勝負!
競馬が趣味の大澤と、全くの初心者若杉のJRAメインレース勝ち馬予想対決。リスナーは、どちらの予想が的中するのか、それとも的中なしなのかを予想して投票。正解者の中から抽選で1名の方に3000円の商品券が当たる。
  - 対象レースは原則として重賞あるいは表開催の競馬場のメインレースとなっており、中京競馬場のレースが対象になったのは、同競馬場からの中継となった2008年3月30日の高松宮記念とその前後の特別レース、2009年3月22日の最終レース（同日行なわれた2009年高松宮記念はドラゴンズオープン戦中継で放送できず、同日の放送開始時点でレースが終了していたためコーナー対象レースにはならなかった。）の4レースのみである。
  - 主には年度下半期と夏競馬が対象となる。春のGIシーズンの大半は野球中継（中日ドラゴンズ主催の日曜の試合はデーゲームが原則）のため放送そのものがないため、春GIでクイズの対象になったのは2007年では2回、2008年は1回、2009年は4回のみである。夏休み期間中はドラゴンズ主催ゲームがナイター中心となるため、夏競馬は比較的多く取り上げられる。2008年はドラゴンズ戦中継で放送がない週でも攻守交替の間にスタジオで待機する大澤・若杉から出題する回が登場した。ただしCBCラジオとは異なり野球中継を中断して競馬中継を放送しないので、出題と結果発表のみである。2009年はデーゲーム中継ではなく本番組の放送になる週が多くなったため若干多くなる。
  - GIレースでも人気馬が総崩れし高額配当となるレースが続出している近年の傾向を反映しているのか、大澤・若杉の的中は2割前後と決して高くはない。
- テーマトーク（1回目）
毎回設定されるテーマにゆかりのある人物にインタビューを行なう。小池百合子（「クール・ビズ」の回）や石田純一（「アンチエイジング」の回）などの著名人、木村政雄（「お笑い」の回）や高橋名人（高橋利幸・「テレビゲーム」の回）などの文化人から、インスタントラーメンをアレンジした料理を出すバーの女性経営者、成人式の前身となる行事を戦後初めて行なった元スタッフの男性・・・などの一般人まで出演者のレパートリーは幅広い。
  - レポート
番組専属レポーターの宮坂とスタジオをつなぐ。同時にレポーターに番組内で募集されるテーマを伝え、レポート先でアンケートを行いテーマに関わる意見を募る（結果は5時台で発表）。
  - JRA競馬中継
JRAメインレースを実況中継。（ただし関東でGIIが、関西でGIIIが開催されていると関西優先となる場合がある。）「競馬一番勝負」の懸賞クイズ対象レースである。番組開始当初は関東・関西の2レースを中継していたが、後に「競馬一番勝負」の懸賞クイズ対象となる1レースのみになる。なお中京競馬場でレースが行なわれる期間のみ懸賞クイズ対象レースおよび中京メインレースの2中継となる。
  - 若杉直美　モテリーマンのススメ
「自ら素敵な男性に変身してみてはいかがですか?」という若杉の視点からちょっとした心配り・行動・ことば・身なりなど、あまりお金をかけずに簡単に好感度がアップするのではないかと思うことをアドバイス。
- 16時台　ゲスト・音楽・その他のスポーツ
  - ゲストに直球勝負!
さまざまな分野のゲスト（著名人から地元で頑張る方まで、プロ・アマ問わず）から大澤と若杉が楽しく、時には、鋭く?話を伺う。放送された内容は毎週木曜日に更新されるブロードバンド東海ラジオでも次に更新される時まで聴くことができる。
  - テーマトーク（2回目）
  - 映画の時間
パーソナリティ2人がそれぞれ試写会で見てきた映画を紹介する。
- 17時台　参加型コーナーとナイター情報
  - ミュージッククイズ「でたトコ勝負」
あるテーマにまつわる10曲が5秒間ずつ一気に流れ、60秒間の回答時間内に流れた曲名を参加者が答える。正解1曲につき500円の賞金。全問正解の場合は、ボーナス賞金5,000円をプラスして最高一万円になるほか、ファンファーレが鳴る。
  - ミュージックアワー（2008年10月～）
今週発売の話題曲を放送。
  - 今日の最新ニュース（2008年途中～）＆スポーツニュース
大澤アナ（以前は別の東海ラジオアナがスタジオに入って伝えていた）が最新のニュース・話題とスポーツニュースを伝える。
  - 競艇競輪ニュース
  - 今日のテーマリサーチ結果発表
  - 週間天気予報（2007年10月頃～）
今後1週間の天気予報を、将来アナウンサーを目指す4人の大学生（コーナー開始当初は全員女子大生、2008年1月下旬頃からは男性2人・女性2人の大学生のメンバー構成となったが、同年途中からは再びメンバーが女子大生になった）が週替わりで街の様子とともに伝える。
  - 「直球勝負!大澤広樹」今月の曲
番組おすすめの曲を放送。
  - エンディング・エンディングトーク
2008年11月以降「今日は○○スペシャルとして3時間ぶち抜きでお送りしてきましたが・・・」っと大澤がきり出してエンディングトークを話す。エンディングの番組終了時には、オープニングと同じように松原礼子さんによる放送終了を告げるメッセージが放送される（オープニング・エンディング共通でいえることではあるが、松原さんがナゴヤドーム場内アナウンスを担当していることもあり、オープニング・エンディングともに名ナゴヤドーム場内アナウンスを思わせるような音質となっている）。
- 時間不定
  - ラジオブログ「直球勝負!大澤広樹」/「若杉直美図鑑」　大澤・若杉がそれぞれ1人で出演し関心ある事項や時事の話題について触れる。コーナー名は東海ラジオHP内の大澤のアナウンサーブログ、若杉の個人ブログのタイトルにちなむ。

### 過去
- ドラゴンズ･愛（不定期）
月刊ドラゴンズの木村愛子記者が登場し、月刊ドラゴンズの見どころや裏話などを語っていた。ちなみに月刊ドラゴンズは月1回の発行なので、このコーナーも放送日の関係もあるが、基本的には発行された前後に放送されるコーナーだと思われる。なおこのコーナーが行われた放送日には、月刊ドラゴンズがリスナーにプレゼントされていた。
- ラストウィークドラゴンズ ～ 大澤広樹・勝負の分かれ目
先週のドラゴンズの戦いを、「ガッツナイター」で放送された実況録音とともに振り返り、大澤の視点から勝負の分かれ目の気になったシーンやプレイを伝えていた。
- メジャーリーグ情報
メジャーリーグジャーナリスト・古内義明の現地レポート。
- ドラゴンズ・君こそスターだ!
明日のスターを夢見るヤングドラゴンズから一押し選手のインタビューを届ける。
- くち・あんぐりー!
最近の世の中や身の周りで起こった出来事の中から、開いた口がふさがらなかった・口あんぐりなこと、腹が立った・アングリーなことなどリスナーからの投稿をもとに語る。 
  - ドラゴンズ・今週の勝負ドコ
今週のドラゴンズのスケジュールから勝負のキーポイントになる対戦について大澤が、対戦相手情報を系列局アナウンサーからここでしか聞けない対戦相手のマル秘情報やどのようにドラゴンズを分析しているのか、突っ込んで聞いていく。
  - ドラゴンズ情報
東海ラジオスポーツアナウンサーが登場し、最新のドラゴンズ情報を伝える。

## 備考
- 2008年3月30日の放送は、番組1周年記念企画として中京競馬場の東海ラジオ放送席からの中継となった。大澤が同日開催の中京開催の唯一のGIレース高松宮記念と前後2つの特別レースの実況をすると共に（高松宮記念の実況は全国ネット）、レポーターによる競馬場内の紹介や、JRA職員をゲストに招いて競馬開催の裏側をインタビューするなどの企画が放送された。「競馬一番勝負」は実況された3レースが対象となり、レースごとに大澤・若杉の予想が行なわれ投票が行なわれたが3レースとも2人の予想は「外れ」となった。中京競馬場唯一のGIレース高松宮記念が「競馬一番勝負」の対象レースとなったのは番組1年目の2008年のみとなった。（2009年は当日野球中継と重複しレース終了後に放送開始となったため、2010年は前週に放送終了したため。）
- 本番組の終了とともに、日曜日の競馬中継のレギュラー放送は廃止され、中京開催の一部の重賞のみ中継する方針となった。